# Mäkrä
Mäkrä är en ö i Finland. Den ligger i sjön Puruvesi och i kommunen Nyslott i  landskapet Södra Savolax, i den sydöstra delen av landet, 300 km nordost om huvudstaden Helsingfors. Öns area är 1,45 kvadratkilometer och dess största längd är 1,8 kilometer i öst-västlig riktning.